# Hansemann Coast
Koordinaten: 3° 48′ S, 144° 4′ O
Hansemann Coast (deutsch Hansemannküste) ist die Bezeichnung für einen Küstenabschnitt von Neuguinea, der zu Papua-Neuguinea gehört. Geographisch liegt der Abschnitt an der nordöstlichen Küste von Neuguinea zwischen Wewak und der Mündung des Sepik (des ehemaligen Kaiserin-Augusta-Flusses) und nimmt damit im Wesentlichen die Küstenlinie der Provinz East Sepik ein.
Die Bezeichnung Hansemannküste stammt aus der deutschen Kolonialzeit, als der betreffende Teil Neuguineas Teil des Kaiser-Wilhelms-Landes war. Namensgeber ist der deutsche Unternehmer und Gründer des Neuguinea-Konsortiums (später Neuguinea-Kompanie) Adolph von Hansemann. Der Begriff ist in seiner anglisierten Form bis heute gebräuchlich.